# Сен-Денуаль
Сен-Денуа́ль (фр. Saint-Denoual, брет. Sant-Denwal) — коммуна во Франции, находится в регионе Бретань. Департамент — Кот-д’Армор. Входит в состав кантона Пленёф-Валь-Андре. Округ коммуны — Динан.
Код INSEE коммуны — 22286.

## География
Коммуна расположена приблизительно в 360 км к западу от Парижа, в 75 км северо-западнее Ренна, в 27 км к востоку от Сен-Бриё.

## Население
Население коммуны на 2016 год составляло 452 человека.
| 1962 | 1968 | 1975 | 1982 | 1990 | 1999 | 2008 | 2016 |
| ---- | ---- | ---- | ---- | ---- | ---- | ---- | ---- |
| 382  | 369  | 330  | 342  | 362  | 354  | 401  | 452  |

## Администрация
| Период | Период | Фамилия         | Партия        | Примечания  |
| ------ | ------ | --------------- | ------------- | ----------- |
| 2001   | 2008   | Жан Бонанфан    |               |             |
| 2008   |        | Мари-Терез Салу | Республиканцы | пенсионерка |

## Экономика
В 2007 году среди 257 человек в трудоспособном возрасте (15—64 лет) 199 были экономически активными, 58 — неактивными (показатель активности — 77,4 %, в 1999 году было 69,4 %). Из 199 активных работали 195 человек (107 мужчин и 88 женщин), безработных было 4 (1 мужчина и 3 женщины). Среди 58 неактивных 20 человек были учениками или студентами, 21 — пенсионерами, 17 были неактивными по другим причинам.

## Достопримечательности
- Замок Ла-Гиомаре[фр.] (XVI век)
- Монументальный крест XVI века. Исторический памятник с 1926 года[3]

## Фотогалерея
- Замок Ла-Гиомаре
- Мемориал маркиза Руэри в замке Ла-Гиомаре
- Карта коммуны